# 戦闘靴2型

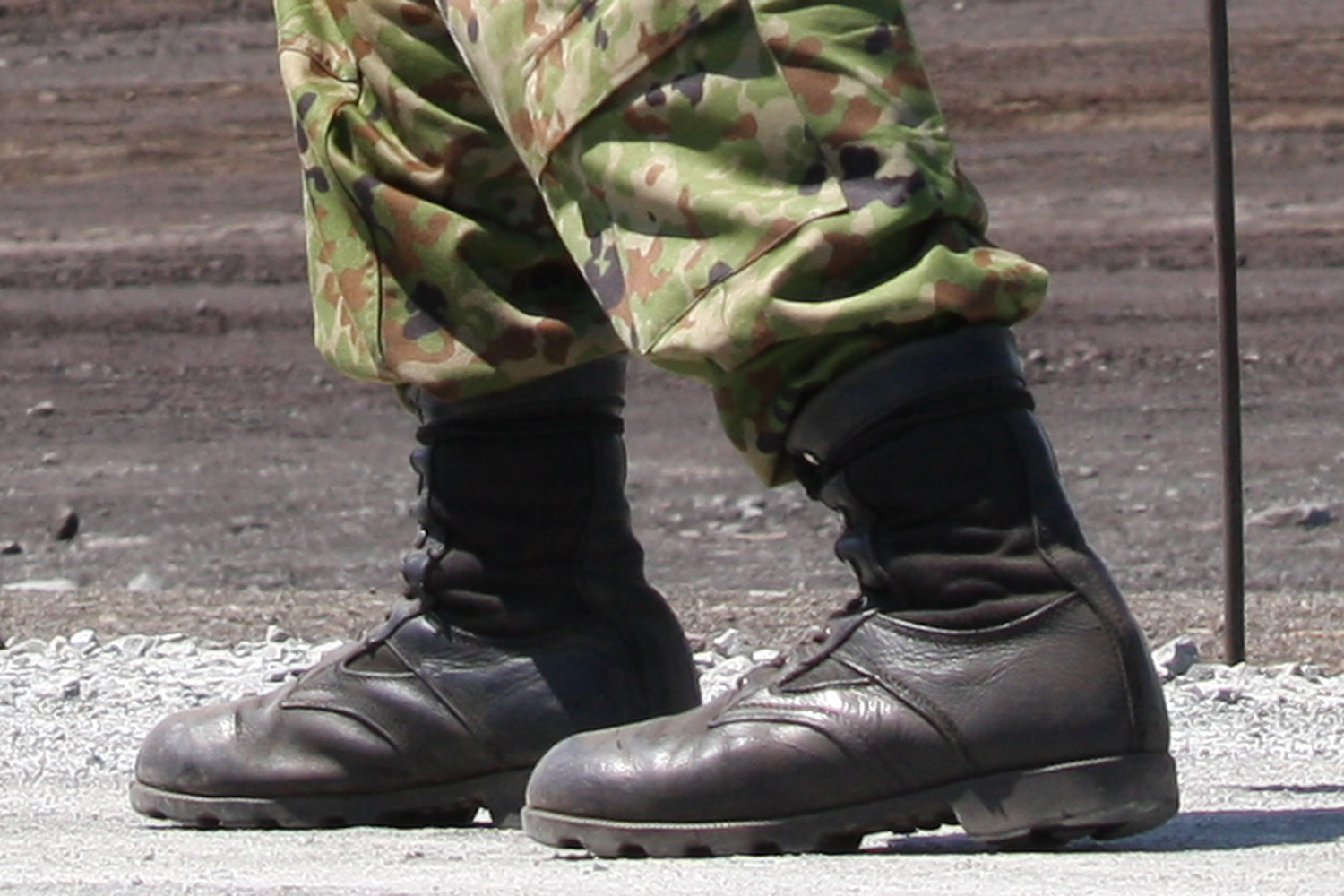
戦闘靴2型を着用している隊員。

戦闘靴2型（せんとうかにがた）は、陸上自衛隊が各隊員に貸与する戦闘装着セット内に組み込まれている装備品である。

## 概要
2000年頃より調達されているブーツである。黒色の革製であるが、通気性を確保するため正面および側面部分には布が使用されている。また、内張りには防水透湿素材（ゴアテックス）が使用され、防水性が確保されている。つま先部分には硬質樹脂が入っており、重量物を足先に落としたり、物にぶつかったりしても耐えられるようになっている。全隊員に無料貸与又は支給される"被服"（制服などと同じ扱い）として同じ仕様のものが「半長靴3型」として配備されている。脱ぎやすいマジックテープ式になっている機甲科戦闘靴、降下用専用になっている空挺戦闘靴も支給されている。